# Казахстанско-туркменские отношения
Казахско-туркменские отношения — дипломатические отношения между Казахстаном и Туркменистаном. Дипломатические отношения были установлены 27 августа 1992 года. Казахстан имеет посольство в Ашхабаде, Туркменистан имеет посольство в Астане. Обе эти страны являются членами ОЭС, ОБСЕ, СНГ и ООН, более того активно взаимодействуют в ОТГ.
В настоящее время послом Туркменистана в Казахстане является Батыр Дурдымуратович Реджепов, послом Казахстана в Туркменистане является Нурлан Аскарович Ногаев. В городе Туркменбашы действует Консульство Казахстана, а в городе Актау Консульство Туркменистана.

## Политические отношения
Политический диалог между двумя странами всегда конструктивен, нет противоречий по основным вопросам двусторонних отношений и международной политики. Туркменистан ведёт изолированную политику придерживаясь принципа глобального нейтралитета, Казахстан наоборот старается вести открытую политику, активно участвуя во всех международных инициативах. Геополитически Туркменистан отделён Казахстаном от какого-либо прямого контакта с Россией и Китаем. За всю историю отношений между странами не было никаких очагов напряженности, в то же время отношения между странами характеризуются пассивностью. Туркменистан и Казахстан полностью нейтральны друг к другу. Переговоры на высшем уровне проводятся на регулярной основе. По всем общим интересам стороны конструктивно решают все поставленные вопросы. В контексте тюркского партнёрства Казахстан и Туркменистан лояльны в геополитических сношениях, особенно в вопросах военно-политического сотрудничества.
10-11 мая 2013 года состоялся государственный визит президента Туркменистана Гурбангулы Бердымухамедова в Казахстан, в ходе которого прошла встреча с главой Казахстана Нурсултаном Назарбаевым и торжественная церемонии ввода в строй туркмено-казахстанского участка транснациональной железной дороги «Север—Юг» (железной дороги Казахстан-Туркменистан-Иран).

## Посольство Туркменистана в Казахстане
Посольство Туркменистана в Казахстане (г. Астана) открылось 4 мая 1999 года. Посольство расположено по адресу: г. Астана, ул. Отырар, 8/1.
С февраля 2016 по март 2018 года должность Чрезвычайного и Полномочного посла Туркменистана в Республике Казахстан оставалось вакантной.
24 марта 2018 года Посольство Туркменистана в Казахстане возглавил Чрезвычайный и Полномочный посол Туркменистана в Казахстане Тойли Комеков.

### Послы
1. Агаханов, Халназар (06.05.1999 — 28.01.2000)
2. Абалаков, Мухаммед Ходжамухаммедович (28.01.2000 — 20.03.2008)
3. Касымов, Курбанмухаммед Гаджарович (20.03.2008 — 2009)
4. Акмурадов, Махтумкули Киясович (2010—2016)
5. Комеков, Тойли (24.03.2018 — 20.01.2020)
6. Реджепов, Батыр (01.01.2021 — н. в.)

## Посольство Казахстана в Туркменистане
Посольство Казахстана в Туркменистане (г. Ашхабад) открылось в 1999 году. Посольство расположено по адресу: г. Ашхабад, Гарашсызлык шаёлы, дд. 11, 13, 15.

### Послы
1. Амангельды Жумабаев (1999—2004)
2. Вячеслав Гиззатов (2004—2005)
3. Мурат Атанов (2005—2008)
4. Асхат Оразбай (2008—2012)
5. Орман Нурбаев (2012—2017)
6. Жандос Асанов (2018—2019)
7. Еркебулан Сапиев (2019 — 2022)
8. Нурлан Ногаев (2022 - н.в.)

## Эпизоды

### Дело Гулгельды Аннаниязова (2002)
1 сентября 2002 года в Казахстане был задержан гражданин Туркменистана Гулгельды Аннаниязов. Посольство Туркменистана было проинформировано о задержании, после чего туркменская сторона стала настаивать на экстрадиции Г. Аннаниязова в Туркменистан, на основании того, что он незаконно выехал из страны.
Г. Аннаниязов был одним из восьми организаторов антиправительственной демонстрации в Ашхабаде 12 июля 1995 года, арестованных и приговорённых к различным срокам лишения свободы. Находясь в тюрьме, Г. Аннаниязов тяжело заболел. В связи с этим резко усилилось давление международного правозащитного сообщества, добивавшегося от правительства Туркменистана освобождения Г. Анниязова.
В январе 1999 года Г. Аннаниязов был помилован президентом Туркменистана и освобождён, с условием не покидать территорию Туркменистана.
В конце августа 2002 года, предположительно воспользовавшись поддельными документами, Г. Аннаниязов перебрался из Туркменистана в Казахстан, а оттуда планировал прибыть в Россию и обратиться к российским властям с просьбой о предоставлении убежища, однако был выдворен обратно в Казахстан и задержан местными правоохранительными органами.
После того, как стало известно о задержании Г. Аннаниязова, Туркменистан потребовал немедленно вернуть его на родину. В свою очередь, правительство США обратилось к руководству Казахстана с просьбой передать Г. Аннаниязова под защиту своих дипломатов.
После длительных переговоров со всеми сторонами, казахская сторона приняла решение отказать требованиям Туркменистана и доставить Г. Аннаниязова в отделение Управления Верховного комиссара ООН по беженцам в Казахстане. Сотрудники ООН при поддержке дипломатической миссии США обеспечили беспрепятственный вылет Г. Аннаниязова из Казахстана в Норвегию, где он получил политическое убежище.
Инцидент с туркменским диссидентом Гулгельды Аннаниязовым вспоминает в своей книге воспоминаний «Преодоление» экс-министр иностранных дел Казахстана Касым-Жомарт Токаев:
Надо воздать должное Н. Назарбаеву — он после тщательных раздумий над доводами с разных сторон принял ответственное и далекоидущее решение. Г. Аннаниязов был передан в распоряжение руководителя офиса Управления по делам беженцев, после чего получил соответствующий статус и на специальном самолёте, предоставленном американской стороной, вылетел в одну из стран Северной Европы, которая предоставила ему политическое убежище и возможность пройти необходимый курс лечения.
В июне 2008 года Г. Аннаниязов вернулся в Туркменистан, где был арестован и приговорён к 11 годам лишения свободы. В настоящее время его судьба неизвестна.

### Скандал с контрабандой собак (2005)
25 июля 2005 года в туркменской официальной прессе было опубликовано сообщение о пресечении попытки незаконного вывоза из Туркменистана в Казахстан двух собак породы алабай (среднеазиатская овчарка).
В частности сообщалось, что 22 июля 2005 года сотрудниками таможенного поста «Гарабогаз» Балканского велаята был задержан автомобиль «Toyota Land Cruiser» с дипломатическими номерными знаками посольства Казахстана в Туркменистан. За рулём автомобиля находился водитель Посольства Казахстана в Туркменистане Александр Балакирев. Кроме него в машине находились третий секретарь Посольства Казахстана Тохтар Игембаев и трое граждан Туркменистана. В багажнике автомобиля таможенники обнаружили двух породистых алабаев: Арвана (непобедимый действующий двукратный чемпион Туркменистана по собачьим боям) и Акжа — потомок одного из лучших представителей породы в истории по кличке Акгуш. Пытаясь вывезти собак в Казахстан, сопровождающие предъявили разрешения, выданные экспертной кинологической комиссией при Министерстве охраны природы Туркменистана.
Оперативно проведённая проверка установила, что предъявленные разрешения являются подложными. Было установлено также, что некий покупатель из Казахстана приобрёл в Туркменистане двух алабаев за 7500 долларов США. Представителем покупателя выступил Чрезвычайный и Полномочный посол Казахстана в Туркменистане Вячеслав Гиззатов, который заплатил также за изготовление поддельных документов на вывоз собак и предоставил автомобиль с дипломатическими номерами и сопровождающих сотрудников посольства для пересечения туркмено-казахской границы.
Для завершения расследования и объявления виновных в прессе правоохранительным органам Туркменистана понадобилось два выходных дня 23-24 июля 2005 года.
МИД Казахстана выступил с официальным комментарием пресс-секретаря Ильяса Омарова, в котором была изложена другая версия происшедшего. По словам И. Омарова, 22 июля 2005 года два сотрудника Посольства Казахстана в Туркменистане направлялись в командировку в Актау на служебном автомобиле. Собаки же принадлежали гражданину Туркменистана — студенту одного из казахских вузов, которому надо было переправить их в Казахстан, о чём он попросил посла В. Гиззатова. Посол пошёл студенту навстречу, тем более, что сам является большим любителем собак, и предварительно проверил документы на собак и уведомил МИД Туркменистана о том, что в машине будут алабаи. Инцидент на таможенном посту представитель МИД Казахстана назвал «досадным недоразумением».
27 июля 2005 года Чрезвычайный и Полномочный посол Казахстана в Туркменистане Вячеслав Гиззатов был освобождён от должности. Несколько месяцев спустя он был назначен начальником Департамента демаркации государственной границы МИД Казахстана.
Третий секретарь Посольства Казахстана в Туркменистане Тохтар Игембаев был также отозван из Туркменистана и продолжил дипломатическую службу в системе МИД Казахстана.
Судьба граждан Туркменистана: водителя Александра Балакирева, владельца собак Рамеша Касымова, Мухаммедсаила Саилова, студента Бегенча Дурдыева, задержанных таможенниками, а также члена экспертной комиссии Минприроды Туркменистана Довлета Куррикова, получившего взятку и оформившего подложные документы на вывоз собак, неизвестна. Что стало с собаками, также неизвестно.

### Дело об аресте казахских граждан
19 октября 2012 года пограничным нарядом погранзаставы «Гарабогаз» ГПС Туркменистана за незаконное пересечение государственной границы и проникновение вглубь территории Туркменистана на три километра были задержаны семь вооружённых граждан Казахстана, четверо из которых оказались сотрудниками органов внутренних дел и миграционной службы Казахстана. У задержанных было изъято холодное и огнестрельное оружие, а также боеприпасы.
Министерство иностранных дел Туркменистана направило официальную ноту в Посольство Казахстана в Туркменистане с информацией о деталях происшествия, после чего со своей стороны с заявлением выступила казахская сторона.
Представитель пресс-службы Департамента внутренних дел Мангистауской области Казахстана Кайрат Отебай заявил, что четверо сотрудников миграционной полиции Каракиянского УВД Мангистауской области «на основании приказа начальника» проводили оперативно-профилактическое мероприятие по выявлению незаконных мигрантов и лиц, находящихся в розыске. Однако заблудились, ошибочно пересекли границу, углубились на три километра в Туркменистан, где и были задержаны туркменскими пограничниками.
В декабре 2012 года Ашхабадский городской суд приговорил всех семерых нарушителей границы к семи годам лишения свободы каждого. Правительству Казахстана не удалось добиться возврата своих граждан в Казахстан ни до суда, ни после суда для отбытия наказания. 15 февраля 2013 года все семеро были помилованы президентом Туркменистана Гурбангулы Бердымухаммедовым, освобождены от дальнейшего отбытия наказания и высланы в Казахстан.
В июне 2013 года было завершено служебное расследование, проведённое Управлением внутренней безопасности ДВД Мангистауской области Казахстана, по итогам которого четверо сотрудников миграционной полиции, замешанные в скандале, были уволены. Как показала проверка, они действительно должны были в это время находиться в командировке, однако самовольно сменили маршрут и отправились на охоту, взяв с собой в качестве сопровождающих трёх местных профессиональных охотников. Кроме того, выяснилось, что сотрудники миграционной полиции были пьяны и действительно случайно попали на территорию Туркменистана.

## Культурное сотрудничество

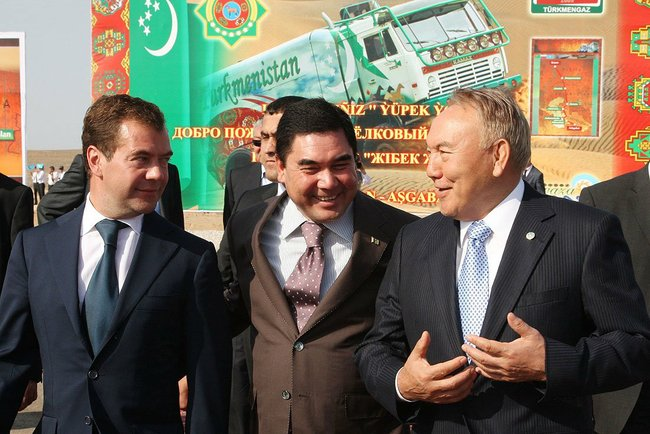
На торжественных мероприятиях завершающего этапа ралли «Шёлковый путь-2009». Президент России Дмитрий Медведев, президент Туркменистана Гурбангулы Бердымухамедов (в центре) и президент Казахстана Нурсултан Назарбаев.

Проводятся совместные выставки и другие мероприятия.
В 2009 году проходил международный ралли-рейд по территории России (Татарстан и Оренбургская область), Казахстана и Туркменистана, единственный этап Серии Дакар 2009 года. Ралли проводилось по инициативе президентов России — Дмитрия Медведева, Казахстана — Нурсултана Назарбаева и Туркменистана — Гурбангулы Бердымухамедова и его значение вышло за рамки сугубо спортивной акции. Ралли «Шёлковый путь» было призвано стать ещё одним символом неразрывности дружбы и добрососедства, издревле связывающих народы Туркменистана, России и Казахстана.
В мае 2013 года в Астане прошло представление книги президента Туркменистана Гурбангулы Бердымухамедова «Лечебные растения Туркменистана», переведённой на казахский язык.